# Mastrevirus
Genre
Espèces de rang inférieur
- Maize streak virus (MSV)

Mastrevirus est un genre de virus de la famille des Geminiviridae, qui compte 41 espèces acceptées par l'ICTV, dont le MSV (Maize streak virus), le virus de la striure du maïs, qui est l'espèce-type.
Ce sont des virus à ADN simple brin à polarité positive, rattachés au groupe II de la classification Baltimore. Le génome est monopartite circulaire. Les virions, non enveloppés, sont constitués de deux capsides géminées à symétrie icosaédrique.
Ces virus infectent les plantes (phytovirus), en particulier les cultures de céréales tropicales et tempérées et certaines cultures maraîchères. De nombreux Mastrevirus infectant les céréales infectent également les graminées sauvages, qui sont souvent considérées comme les hôtes naturels de ces virus. Ils sont transmis par des cicadelles qui n'ont été identifiées que dans les plantes présentes dans l'Ancien Monde.

## Étymologie
Le nom générique, « Mastrevirus » dérive du nom de l'espèce-type, Maize streak virus, le virus de la striure du maïs.

## Structure
Les virions sont des particules non-enveloppées, d'environ 38 nm de long et 22 nm de diamètre, jumelées (géminées), dont la capside à symétrie icosaédrique T=1 incomplète contient 22 capsomères pentamères constitués de 110 protéines de capside (CP). Chaque particule géminée contient une seule molécule d'ADN simple brin circulaire.

## Génome
Le génome, monopartite, est constitué d'une molécule d'ADN à simple brin (ADNsb), de polarité positive, d'environ 2,6-2,8 kb. L'extrémité 3' n'a pas de queue poly (A). Il y a des régions codantes dans les deux sens, sens du virion (positif) et sens complémentaire (négatif).
Le génome est répliqué par des intermédiaires à double brin. La protéine de réplication (Rep) initie et termine la réplication en cercle roulant, l'ADN polymérase hôte étant utilisée pour la réplication de l'ADN lui-même. Il existe une structure tige-boucle potentielle dans la longue région intergénique (LIR) qui comprend une séquence non nucléotidique conservée (TAATATTAC) où la synthèse de l'ADNsb est initiée.
La région intergénique courte (SIR) contient des signaux de polyadénylation bidirectionnels.
Le génome des Mastrevirus code quatre protéines. Les deux protéines codées dans le sens positif sont la protéine de capside (CP, gène V1) qui encapside l'ADNsb, et la protéine de mouvement (MP, gène V2) , qui fonctionne pour le déplacement de cellule à cellule. Le brin de sens complémentaire (négatif) code la protéine associée à la réplication (Rep), exprimée à partir des gènes C1 et C2, et la protéine RepA (ORF C1), également impliquée dans le processus de réplication.

## Plantes-hôtes
La gamme de plantes-hôtes du genre Mastrevirus est relativement étroite. À l'exception du TYDV (Tobacco yellow dwarf virus) et du CpCDV (Chickpea chlorotic dwarf virus), qui infectent des plantes des familles des Solanaceae et des Fabaceae, respectivement, les hôtes de ces virus se limitent aux espèces de plantes monocotylédones.

## Transmission
Les virus du genre Mastrevirus sont transmis par des insectes-vecteurs de l'ordre des Hémiptères, selon un mode persistant, circulant et non propagatif. Ces vecteurs sont des cicadelles (famille des Cicadellidae) spécifiques, dans la plupart des cas la transmission se fait par une seule espèce. Les Mastrevirus ne sont normalement pas transmissibles par inoculation mécanique.

## Liste espèces et des non-classés
Selon NCBI (4 février 2021) :
- Axonopus compressus streak virus
- Bromus catharticus striate mosaic virus
- Chickpea chlorosis Australia virus
- Chickpea chlorosis virus
- Chickpea chlorotic dwarf virus
- Chickpea redleaf virus
- Chickpea yellow dwarf virus
- Chickpea yellows virus
- Chloris striate mosaic virus
- Digitaria ciliaris striate mosaic virus
- Digitaria didactyla striate mosaic virus
- Digitaria streak virus
- Dragonfly-associated mastrevirus
- Eragrostis minor streak virus
- Eragrostis streak virus
- Maize streak dwarfing virus
- Maize streak Reunion virus
- Maize streak virus
- Maize striate mosaic virus
- Miscanthus streak virus
- Oat dwarf virus
- Panicum streak virus
- Paspalum dilatatum striate mosaic virus
- Paspalum striate mosaic virus
- Rice latent virus 1
- Rice latent virus 2
- Saccharum streak virus
- Sporobolus striate mosaic virus 1
- Sporobolus striate mosaic virus 2
- Sugarcane chlorotic streak virus
- Sugarcane streak Egypt virus
- Sugarcane streak Reunion virus
- Sugarcane streak virus
- Sugarcane striate virus
- Sugarcane white streak virus
- Sweet potato symptomless virus 1
- Switchgrass mosaic-associated virus
- Tobacco yellow dwarf virus
- Urochloa streak virus
- Wheat dwarf India virus
- Wheat dwarf virus
- non-classés
  - Chickpea chlorotic dwarf Sudan virus
  - Chickpea chlorotic dwarf Syria virus
  - Chickpea redleaf virus 2
  - Cotton mastrevirus
  - Insect-associated mastrevirus 1
  - Millet streak virus
  - Nymphoides mastrevirus A
  - Sugar beet mastrevirus
  - Sugar beet mastrevirus SK-11
  - Wheat yellow dwarf virus